# Jedlnik (potok)
Jedlnik – potok krótki górski, lewy dopływ Białej Lądeckiej. 

## Opis
Jedlnik bierze swój początek w Rajskim Źródle, na wschodnich zboczach Iwinki, na wysokości ok. 1015 m n.p.m. Płynie początkowo łagodną, później dość stromą i głęboką dolinką ku południowemu wschodowi, a na końcu ku wschodowi i uchodzi do Białej Lądeckiej na wysokości ok. 865 m n.p.m., pomiędzy Działowym Spławem a Czarnym Potokiem. W górnym biegu przecina Dukt nad Spławami.

## Budowa geologiczna
W górnym biegu potok płynie przez obszar zbudowany z tonalitów, niżej ze skał metamorficznych – amfibolitów i gnejsów.

## Ochrona przyrody
Źródła Jedlnika znajdują się w rezerwacie "Puszcza Śnieżnej Białki". Potok płynie przez Śnieżnicki Park Krajobrazowy.

## Turystyka
W górnym biegu potok przecina szlak turystyczny:
- zielony – prowadzący z Bielic na Iwinkę i dalej na Halę pod Śnieżnikiem[2].